# Gidas Umbri
Gidas Umbri (Pésaro, 31 de outubro de 2001) é um desportista italiano que compete no ciclismo nas modalidades de pista e rota. Ganhou uma medalha de prata no Campeonato Europeu de Ciclismo em Pista de 2020, na prova de perseguição por equipas.

## Medalheiro internacional
| Campeonato Europeu | Campeonato Europeu  | Campeonato Europeu | Campeonato Europeu      |
| Ano                | Lugar               | Medalha            | Competição              |
| ------------------ | ------------------- | ------------------ | ----------------------- |
| 2020               | Plovdiv ( Bulgária) | Medalha de prata   | Perseguição por equipas |